# Contact (album ATB)
Contact – dziewiąty album studyjny André Tannebergera, który ukazał się w sprzedaży 24 stycznia 2014 roku.
Płyta w Polsce dotarła do drugiego miejsca zestawienia OLiS i osiągnęła status złotej płyty.

## Lista utworów

### Dysk pierwszy
| Nr  | Tytuł                                    | Długość |
| --- | ---------------------------------------- | ------- |
| 1.  | „When It Ends It Starts Again”           | 4:51    |
| 2.  | „Raging Bull”                            | 3:37    |
| 3.  | „Together”                               | 4:42    |
| 4.  | „Face to Face”                           | 3:41    |
| 5.  | „Beam Me Up”                             | 4:32    |
| 6.  | „Hard to Cure”                           | 6:05    |
| 7.  | „Now Or Never”                           | 4:36    |
| 8.  | „Straight to the Stars”                  | 4:21    |
| 9.  | „Walking Awake”                          | 5:09    |
| 10. | „Everything Is Beautiful”                | 5:01    |
| 11. | „What Are You Waiting For”               | 4:11    |
| 12. | „Still Here” (ATB's Anthem 2014 Version) | 5:44    |
| 13. | „Arms Wide Open”                         | 4:08    |
| 14. | „Right Back to You”                      | 4:47    |

### Dysk drugi
| Nr  | Tytuł                | Długość |
| --- | -------------------- | ------- |
| 1.  | „Contact”            | 5:32    |
| 2.  | „Trace of Life”      | 6:28    |
| 3.  | „When Angels Travel” | 7:25    |
| 4.  | „Jetstream”          | 4:25    |
| 5.  | „Supersonic”         | 7:23    |
| 6.  | „Pacific Avenue”     | 6:56    |
| 7.  | „Red Sun”            | 7:51    |
| 8.  | „The Mission”        | 6:51    |
| 9.  | „Love the Silence”   | 5:47    |
| 10. | „Cursed by Beauty”   | 6:16    |
| 11. | „Galaxia”            | 7:04    |
| 12. | „Breathe”            | 2:50    |

### Dysk trzeci
| Nr | Tytuł                                                          | Długość |
| -- | -------------------------------------------------------------- | ------- |
| 1. | „Now or Never” (Junkx Remix)                                   | 5:48    |
| 2. | „Raging Bull” (Junkx Remix)                                    | 5:37    |
| 3. | „Face to Face” (Rudee Remix)                                   | 6:50    |
| 4. | „When it Ends it Starts Again” (Original Instrumental Version) | 4:50    |
| 5. | „Face to Face” (ATB in Concert Live in New York)               | 6:14    |
| 6. | „Hard to Cure” (ATB in Concert Live in New York)               | 6:35    |